# اکستریم رولز (۲۰۱۴)
اکستریم رولز (به انگلیسی: Extreme Rules) یک رویداد غیر رایگان (Pay-Per-View) در کشتی حرفه‌ای است که توسط کمپانی دبلیو دبلیو ای تهیه می‌شود و این دوره‌اش هم در ۴ می ۲۰۱۴ در مجموعه ورزشی آی‌زاد سِنتِر در شهر رادرفورد شرقی ایالت نیوجرزی برگزار شد. این، ششمین دوره از اکستریم رولز از زمان آغاز این PPV در سال ۲۰۰۹ بود. بیشتر مسابقات اکستریم رولز همان‌طور که از نامش پیداست تحت قواعد مسابقات خشونت‌بار(به انگلیسی: Hardcore Rules) برگزار می‌شود. برای اولین بار این مسابقات از WWE Network هم پخش شد.
هشت مسابقه کشتی حرفه‌ای در این ویژه‌مسابقات برگزار شد. این رویداد سه مسابقه اصلی داشت. گروه شیلد (متشکل از دین امبروز، سث رالینز و رومن رینز) در برابر گروه دوباره متحد شده گروه تحول(به انگلیسی: Evolution)(متشکل از تریپل اچ، باتیستا و رندی اورتن) به برتری رسید، بری وایت در مسابقه‌ای در قفس فولادین انتقام شکست خود از جان سینا در رسلمانیا XXX را گرفت و دنیل براین هم در یک مسابقه اکستریم رولز بر کین غلبه کرد تا اولین مسابقه دفاع از قهرمانی بعد از دریافت کمربند خود را با موفقیت پشت سر بگذارد.

## زمینه سازی
اکستریم رولز شامل مسابقاتی بین دشمنی‌های موجود، ماجراهای پیش آمده و استوری‌هایی خواهد بود که پیش از این در برنامه‌های راو یا اسمک داون پخش شده بود. کشتی‌گیرها با توجه به مسابقات یا سری اتفاقاتی که برایشان رخ می‌دهد و تنش را به حد اکثر می‌رساند، نقش منفی یا قهرمان به خود می‌گیرند.
جهت تعیین رقیب بیگ‌ای در اکستریم رولز برای کمربند بین‌قاره‌ای، تورنمنتی در راو ۱۴ آوریل برگزار شد. تورنمنت به این صورت برگزار شد:
|  | یک‌چهارم پایانی (راو ۱۴ آوریل) | یک‌چهارم پایانی (راو ۱۴ آوریل) | یک‌چهارم پایانی (راو ۱۴ آوریل) |                                      |      | نیمه نهایی (راو ۲۱ آوریل) | نیمه نهایی (راو ۲۱ آوریل) | نیمه نهایی (راو ۲۱ آوریل) |  |  | فینال     | فینال     | فینال |
|  |                               |                               |                               |                                      |      |                           |                           |                           |  |  |           |           |       |
|  | مارک هنری                     | مارک هنری                     | پین(به انگلیسی: Pin)          |                                      |      |                           |                           |                           |  |  |           |           |       |
|  | سِزارو                         |                               |                               |                                      |      |                           |                           |                           |  |  |           |           |       |
|  |                               | سِزارو                         | سِزارو                         | با شمارش معکوس(به انگلیسی: Countout) |      |                           |                           |                           |  |  |           |           |       |
|  |                               |                               |                               | با شمارش معکوس(به انگلیسی: Countout) |      |                           |                           |                           |  |  |           |           |       |
|  |                               | راب ون دم                     |                               |                                      |      |                           |                           |                           |  |  |           |           |       |
|  | راب ون دم                     |                               |                               |                                      |      |                           |                           |                           |  |  |           |           |       |
|  |                               |                               |                               |                                      |      |                           |                           |                           |  |  |           |           |       |
|  | آلبرتو دل ریو                 | آلبرتو دل ریو                 | Pin                           |                                      |      |                           |                           |                           |  |  |           |           |       |
|  |                               |                               |                               |                                      |      |                           |                           |                           |  |  | راب ون دم | راب ون دم | پین   |
|  |                               |                               | بَد نوز بَرِت                    |                                      |      |                           |                           |                           |  |  |           |           |       |
|  | شیمس                          |                               |                               |                                      |      |                           |                           |                           |  |  |           |           |       |
|  | جک سوئگر                      | جک سوئگر                      | پین                           |                                      |      |                           |                           |                           |  |  |           |           |       |
|  | جک سوئگر                      | جک سوئگر                      | پین                           |                                      | شیمس | شیمس                      | پین                       |                           |  |  |           |           |       |
|  |                               |                               |                               |                                      | شیمس | شیمس                      | پین                       |                           |  |  |           |           |       |
|  |                               | بَد نوز بَرِت                    |                               |                                      |      |                           |                           |                           |  |  |           |           |       |
|  | دالف زیگلِر                    | دالف زیگلِر                    | پین                           |                                      |      |                           |                           |                           |  |  |           |           |       |
|  | دالف زیگلِر                    | دالف زیگلِر                    | پین                           |                                      |      |                           |                           |                           |  |  |           |           |       |
|  | بَد نوز بَرِت                    |                               |                               |                                      |      |                           |                           |                           |  |  |           |           |       |

جان سینا که به تازگی در رسلمانیا XXX مقابل بری وایت، رهبر خانواده وایت پیروز شده بود، در راو ۱۴ آوریل، وارد میدان شد تا به دشمنی‌اش با او ادامه دهد. سینا گفت بری وایت بدون حضور لوک هارپر و اِریک رُئِن در کنار خود نمی‌تواند از سخنان مرموز خود دفاع کند. سینا برای اینکه بری وایت بتواند خود را ثابت کند او را به یک مسابقه قفس فولادین در اکستریم رولز طلبید که وایت پذیرفت. در راو ۲۸ آوریل ۲۰۱۴، سینا وارد رینگ درون قفس فولادین شد تا در مورد پیام‌های خصمانه وایت صحبت کند که ناگهان با وایت و چندین کودک روبرو شد که در حال خواندن آواز "He's Got the Whole World in His Hands" بودند. همین‌طور که کودکان به رینگ نزدیک شده و آن را محاصره می‌کردند ورزشگاه تاریک شد و وقتی نور برگشت، همه کودکان ماسک گوسفند (ماسکی که اِریک رُئِن به چهره می‌زند) بر صورت داشتند و برِی هم در حالیکه یکی از کودکان را روی پایش نشانده بود به طرزی دیوانه‌وار خنده می‌کرد.
در راو ۷ آوریل، ای‌جی لی وارد رینگ شد تا برای ۱۳ کشتی‌گیر زن دیگر کمپانی فخرفروشی کند که در این هنگام پِیج، قهرمان زنان در اِن‌اِکس‌تی که اولین لحظه حضورش را در راو تجربه می‌کرد وارد میدان شد تا به اِی‌جِی تبریک بگوید اما اِی‌جِی او را به مسابقه قهرمانی در همان شب فراخواند که پِیج در مسابقه توانست خود را از سابمیشِن Black Widow خلاص کند و با حرکت تمام کننده خودش یعنی Paige Turner اِی‌جِی را شکست دهد تا به قهرمانی ۲۹۵ روزه او پایان داده و اولین فردی باشد که هر دو عنوان زنان را دراختیار داشته باشد. در برنامه مِین ایوِنت ۱۵ آوریل، تامینا اسنوکا محافظ لی در یک مسابقه بَتِل رویال به پیروزی رسید تا رقیب شماره یک پِیج برای کمربند دیواز در اکستریم رولز باشد.
در راو بعد از رسلمانیا XXX، تریپل اچ دنیل براین را وادار کرد تا در همان شب از کمربند دبلیودبلیوئی سنگین‌وزن جهان خود در برابر وی دفاع کند. با این حال، محافظان سابق تریپل اچ یعنی گروه شیلد علیه او برخاستند و به وی حمله‌ور شدند تا مسابقه او با براین بدون برنده باشد و براین کمربند خود را حفظ کند. این باعث شد تا تریپل اچ، گروه منحل شده تحول(به انگلیسی: Evolution) را احیا کند که متشکل از رندی اورتن، باتیستا و خودش بود (گروهی با شخصیت منفی در سال‌های ۲۰۰۳ تا ۲۰۰۵). در اسمک‌داون ۱۸ آوریل، تریپل اچ به‌طور رسمی اعلام کرد که گروه شیلد باید در اکستریم رولز مقابل گروه تحول قرار بگیرد.
در راو ۲۱ مارس، بری بِلا و قهرمان دبلیودبلیوئی سنگین‌وزن جهان دنیل براین وارد رینگ شدند تا ازدواج خود را با تماشاگران جشن بگیرند که استفنی مک‌ماهون وارد میدان شده و اعلام کرد که براین باید در اکستریم رولز از کمربندش مقابل کین دفاع کند. کین (در حالیکه دوباره ماسک به چهره داشت) ناگهان از بین مردم وارد شد و به براین حمله کرد و سه بار به او سنگ‌قبر کوب(به انگلیسی: Tombstone Piledriver) زد؛ یک بار روی زمین بیرون رینگ، یک بار روی پله فولادی رینگ و بار آخر روی میز گزارشگران که باعث آسیب‌دیدگی براین و انتقال او به بیرون از ورزشگاه شد. هفته بعد در راو و در مسابقه بِلا مقابل پِیج، کین ناگهان از زیر رینگ سوراخی ایجاد کرد و وارد رینگ شد و سعی کرد که بری بِلا را به درون سوراخ بکِشد که بری خود را از شرّ او رهانید.
در راو بعد از رسلمانیا XXX، سِزارو اعلام کرد که دیگر با زِب کولتر ادامه نخواهد داد و از این به بعد «آدم جدید پُل هِیمِن» خواهد بود تا به تیم آمریکاییان حقیقی پایان دهد. این باعث دشمنی بین هیمن و کولتر شد و رقابت سِزارو و جک سوئگر در تورنمنت کمربند بین‌قاره‌ای هم بر دشمنی آن‌ها افزود. پیش از مسابقه وَن دَم و سِزارو، ون دم به هیمن بددهنی کرد و به سزارو گفت که تا می‌تواند از هیمن فاصله بگیرد. ون دم بعد از دخالت سوئگر و کولتر، با شمارش معکوس برنده مسابقه خود مقابل سزِارو شد. هفته بعد در راو ۲۸ آوریل، کولتر به ون دم پیشنهاد داد تا به سوئگر و به تیم آمریکاییان حقیقی بپیوندد تا مقابل دشمن مشترکشان یعنی هیمن قرار بگیرند که ون دم نپذیرفت. بعدتر در همان شب ون دم مسابقه فینال برای قرار گرفتن مقابل بیگ ای در اکستریم رولز را مقابل بَد نوز بَرِت باخت؛ سپس سوئگر وارد شد و به سِزارو حمله‌ور شد و خواست به ون دم هم حمله کند که او با سوئگر مبارزه کرد و او را ناکام گذاشت. این درگیری‌ها منجر به ثبت یک مسابقه بدون عنوان تریپل ترت در اکستریم رولز شد.
الکساندر روسف، در ۷ آوریل نخستین مسابقه جدی خود را انجام داد و بعد از آن مقابل چند نفری که با آن‌ها مسابقه داد پیروز شد، مانند آر-تروث و زِیویِر وودز ولی بعد از مسابقه به هر دو آن‌ها حمله کرد تا مسئله را شخصی کند. این منجر به ثبت یک مسابقهٔ دو به تک برای روسف مقابل تروث و وودز در پی-پی-وی شد.

## نتایج
| شماره         | مسابقه | نوع مسابقه                                                                       | مدت زمان |
| ------------- | --- | -------------------------------------------------------------------------------- | -------- |
| مسابقه آغازین | اِل توریتو (با همراهی دیٍگو و فِرناندو) پیروز مقابل هُرن‌سواگِل (با همراهی هیث اسلتر، جیندِر ماهال و درو مک‌اینتایر)              | مسابقه WeeLC                                                                     | ۱۰:۵۳    |
| ۱             | سِزارو (با همراهی پُل هیمن) پیروز مقابل جک سوئگر (با همراهی زِب کولتِر) و راب ون دم                                           | مسابقه تک‌نفره                                                                    | ۱۲:۳۴    |
| ۲             | الکساندر روسف (با همراهی لانا) پیروز مقابل آر-تروث و زِیویِر وودز با تسلیم                                                  | مسابقه با آوانس دو به تک                                                         | ۰۲:۵۳    |
| ۳             | بَد نوز بَرِت پیروز مقابل بیگ‌ای (قهرمان کنونی)                                                                               | مسابقه تک‌نفره برای قهرمانی کمربند بین‌قاره‌ای                                      | ۰۷:۵۵    |
| ۴             | گروه شیلد(دین امبروز، سث رالینز و رومن رینز) پیروز مقابل گروه تحول(به انگلیسی: Evolution)(تریپل اچ، باتیستا و رندی اورتن) | مسابقه تگ تیم شش نفره                                                            | ۱۹:۵۶    |
| ۵             | بری وایت پیروز مقابل جان سینا با خروج از قفس فولادین                                                                      | مسابقه قفس فولادین                                                               | ۲۱:۲۶    |
| ۶             | پِیج (قهرمان کنونی) پیروز مقابل تامینا اسنوکا با تسلیم                                                                     | مسابقه تک‌نفره برای قهرمانی کمربند دیواز                                          | ۰۶:۱۸    |
| ۷             | دنیل براین (قهرمان کنونی) پیروز مقابل کین                                                                                 | مسابقه اکستریم رولز(قواعد افراطی) برای قهرمانی کمربند دبلیودبلیوئی سنگین‌وزن جهان | ۲۲:۴۴    |

### مسابقه نابودی سه‌جانبه یا Triple Threat Elimination match
| بازنده | کشتی‌گیر   | بازاننده | نوع حرکت                                                                | مدت حضور در رینگ |
| ------ | --------- | -------- | ----------------------------------------------------------------------- | ---------------- |
| ۱      | جک سوئگر  | وَن دَم    | بعد از Deadlift Superplex توسط سِزارو و یک Five Star Frog Splash پین شد. |                  |
| ۲      | راب ون دم | سِزارو    | بعد از دریافت Neutralizer روی سطل زباله پین شد.                         | ۱۲:۳۴            |
| برنده  | سِزارو     | —        | —                                                                       | ۱۲:۳۴            |

## پسایند
در راو شب بعد از اکستریم رولز، امبروز مجبور به دفاع از کمربند ایالات متحده خود در یک مسابقه بتل رویال ۲۰ نفره شد؛ امبروز در نهایت با شیمس در رینگ باقی ماند ولی یک بروگ کِک(به انگلیسی: Brogue Kick) به‌موقع از شیمس باعث ناک اوت شدن امبروز شد و شیمس توانست او را از رینگ به بیرون بیندازد و برای دومین بار برنده این کمربند شود و همچنین به قهرمانی ۳۵۱ روزه دین امبروز پایان دهد. گروه شیلد در مسابقه اصلی راو با خانواده وایت مبارزه کردند و درحالیکه به پیروزی نزدیک بودند ناگهان گروه تحول وارد میدان شدند و تمرکز شیلد را به‌هم زدند تا بری وایت موفق شود فن تمام‌کننده خود یعنی سیستر اَبیگِیلز کیس(به انگلیسی: Sister Abigail's Kiss) را روی رومن رینز اجرا کند و برنده مسابقه شود. سپس گروه تحول به شیلد حمله کردند و با اجرای فن خودِ شیلد یعنی تریپل پاوِربام(به انگلیسی: Triple Power Bomb) روی رِینز، شیلد را تحقیر کردند.